# Verona (Misisipi)
Verona es una ciudad ubicada en el condado de Lee en el estado estadounidense de Misisipi. Según el censo de 2000 tenía una población de 3.334 habitantes y una densidad de población de 344.2 hab/km².

## Demografía
Según el censo de 2000, había 3.334 personas, 1.276 hogares y 831 familias residiendo en la localidad. La densidad de población era de 344,2 hab./km². Había 1.472 viviendas con una densidad media de 152,0 viviendas/km². El 38,78% de los habitantes eran blancos, el 57,68% afroamericanos, el 0,42% amerindios, el 0,33% asiáticos, el 1,65% de otras razas y el 1,14% pertenecía a dos o más razas. El 2,22% de la población eran hispanos o latinos de cualquier raza.
Según el censo, de los 1.276 hogares en el 37,1% había menores de 18 años, el 36,1% pertenecía a parejas casadas, el 22,6% tenía a una mujer como cabeza de familia y el 34,8% no eran familias. El 28,8% de los hogares estaba compuesto por un único individuo y el 10,0% pertenecía a alguien mayor de 65 años viviendo solo. El tamaño promedio de los hogares era de 2,61 personas y el de las familias de 3,22.
La población estaba distribuida en un 33,1% de habitantes menores de 18 años, un 9,5% entre 18 y 24 años, un 30,6% de 25 a 44, un 17,0% de 45 a 64 y un 9,7% de 65 años o mayores. La media de edad era 30 años. Por cada 100 mujeres había 91,1 hombres. Por cada 100 mujeres de 18 años o más, había 84,4 hombres.
Los ingresos medios por hogar en la localidad eran de 26.117 dólares ($) y los ingresos medios por familia eran 30.255 $. Los hombres tenían unos ingresos medios de 25.000 $ frente a los 18.305 $ para las mujeres. La renta per cápita para la ciudad era de 12.092 $. El 22,2% de la población y el 18,5% de las familias estaban por debajo del umbral de pobreza. El 29,9% de los menores de 18 años y el 22,6% de los habitantes de 65 años o más vivían por debajo del umbral de pobreza.

## Geografía
Según la Oficina del Censo de los Estados Unidos, Verona tiene un área total de 9,8 km² de los cuales 9,7 km² corresponden a tierra firme y 0,1 km² a agua. El porcentaje total de superficie con agua es 0,80%.